# Io ho ucciso
Io ho ucciso (The Strange Affair of Uncle Harry) è un film del 1945 diretto da Robert Siodmak.
Conosciuto in Italia anche come La fine della famiglia Quincy, titolo usato per la nuova edizione televisiva trasmessa negli anni 80, è un film drammatico a sfondo noir statunitense con George Sanders. È basato sull'opera teatrale del 1942 Uncle Harry di Thomas Job.

## Trama
Harry Quincy è un uomo amabile di mezza età, scapolo, che vive in una vecchia casa signorile con le sue due sorelle Lettie e Hester e lavora come designer in una piccola azienda di tessuti nella piccola città di Corinto. I colleghi e gli amici lo chiamano amichevolmente "zio Harry". Lettie è una donna possessiva e viziata che finge numerosi disturbi di salute per avere l'attenzione e farsi compatire dal fratello, mentre Hester è vedova. La famiglia un tempo era ricca, ma il denaro è andato perduto durante la recessione, loro hanno comunque una governante ed in casa vive anche un vecchio cane malato a cui Harry è molto affezionato, ma che la sorella Lettie vorrebbe sopprimere "per pietà", con vivo disappunto e contrarietà di Harry.
L'armonia familiare viene interrotta dall'arrivo di una giovane designer da New York, Deborah Brown. La donna, convocata per una collaborazione dalla ditta per cui lavora Harry, è affascinante ed elegante e prende in simpatia Harry, con il quale trascorre il tempo libero nel suo studio, un rifugio personale nella dépendance della casa, in cui l'uomo dipinge e osserva gli astri con il suo telescopio. I due si innamorano e pianificano di sposarsi e di vivere nella grande casa di famiglia, ma questo comporta che le sorelle di lui trovino una nuova abitazione. Hester non avrebbe nulla in contrario, ma Lettie è gelosa del fratello e della sua vita da coccolata e cerca in tutti i modi di rimandare il matrimonio di Harry, trovando mille scuse nella ricerca della nuova casa in cui dovrebbe andare a vivere con Hester.
Stanchi, dopo diversi mesi di attesa, una domenica Harry e Deborah progettano di scappare a New York e sposarsi la sera stessa, ma Lettie, scoperto il piano, sviene e viene portata in ospedale. A quel punto Harry si trova di fronte a Deborah che cerca di fargli capire come la sorella stia facendo di tutto per non farlo sposare, ma in un momento di debolezza, preoccupato per le condizioni di salute di Lettie, egli rinuncia ad andare a New York con Deborah, la quale lo abbandona delusa e irritata. Poco dopo il cane viene trovato morto, Harry crede di vecchiaia, ma un suo amico, dottore della locale farmacia, gli riferisce casualmente che Lettie ha comprato da lui del veleno, chiedendogli informazioni su come utilizzarlo col cane.
Harry trova la provetta del veleno nella scrivania dello studio di casa e comprende come la sorella abbia avvelenato il povero cane, inoltre gli giunge notizia che Deborah, tornata a New York, sta per sposarsi con un altro uomo. Per peggiorare le cose assiste ad un litigio tra le due sorelle in cui Hester rimprovera aspramente Lettie per aver mandato a monte il matrimonio del fratello con il pretesto della sua immaginaria malattia. Harry è furioso e si sente tradito e umiliato da Lettie e la sera stessa è solo nel suo "rifugio", affranto ed assorto nei suoi pensieri, con la provetta del veleno tra le mani.
In casa la governante prepara la cioccolata calda per le due sorelle e Harry vede finalmente la sua occasione per vendicarsi. Egli mette di nascosto il veleno nella cioccolata destinata a Lettie, ma purtroppo a causa di uno scambio di tazze, la bevanda finisce a Hester, che, tra dolori atroci, muore. Viene chiamata la polizia che indaga per omicidio, ma tutte le colpe ricadono su Lettie, che era stata vista dalla governante litigare aspramente con la sorella il giorno prima. Al processo che segue la giuria è sicura della colpevolezza della donna, che viene condannata all'impiccagione.
Harry, preso dal rimorso, porta una confessione scritta al direttore del carcere, nel tentativo di scagionare la sorella e far fronte alle sue responsabilità, ma questo non gli crede, pensando che egli, nel suo buon animo, cerchi solo di salvare la sorella malvagia, con la quale gli concede però un ultimo colloquio. Lettie, glaciale ed inflessibile, rifiuta ogni aiuto da Harry, augurandogli una lunga vita piena di rimorso e tormento per la sua azione. Nell'ultima sequenza del film appare un avviso in cui si è invitati a non rivelare l'inaspettato epilogo della trama per non privare della sorpresa il pubblico futuro...

## Produzione
Il film, diretto da Robert Siodmak su un adattamento di Keith Winter, una sceneggiatura di Stephen Longstreet e un soggetto di Thomas Job (autore dell'opera teatrale), fu prodotto da Joan Harrison per la Universal Pictures e girato nel New Hampshire e negli Universal Studios a Universal City, California, da metà aprile a metà giugno 1945. Il titolo di lavorazione fu Uncle Harry.
La censura intervenne prima della distribuzione del film e per soddisfare le linee guida della Motion Picture Production Code impose un finale diverso rispetto a quello del dramma, creando in tal modo delle incongruenze narrative.

## Distribuzione
Il film fu distribuito col titolo The Strange Affair of Uncle Harry negli Stati Uniti dal 17 agosto 1945 al cinema dalla Universal Pictures.
Altre distribuzioni:
- in Svezia il 12 gennaio 1946 (Om tankar kunde döda)
- in Spagna il 20 aprile 1946 (Pesadilla)
- in Finlandia il 21 febbraio 1947 (Jos ajatukset voisivat tappaa)
- in Portogallo il 20 giugno 1947 (Veneno que Liberta)
- in Danimarca il 9 luglio 1951 (Spændetrøjen)
- in Germania Ovest l'11 luglio 1983 (Onkel Harrys seltsame Affäre) (in TV)
- in Italia (Io ho ucciso) (cinema)
- in Italia (La fine della famiglia Quincy) (TV)
- in Brasile (Caprichos do Destino)
- nel Regno Unito (Uncle Harry)
- negli Stati Uniti (Guilty of Murder?)

## Critica
Secondo il Morandini il film è un "melodramma a suspense con risvolti incestuosi" che risulta avere una sua forza e un aspetto tendenzialmente fosco che funziona.
Per il critico Paolo Mereghetti si tratta di "un melodramma molto accurato nella messa in scena e ben recitato".